# Snälla Py
Snälla Py  var SR:s julkalender 2000. Manus var skrivet av Tove Alsterdal, Ingela Lekfalk stod för regi och produktion och Mikael B. Tretow för musiken, som blev grammisnominerad. Sångare och skådespelare som ingick var bland annat Anders Glenmark, Louise Hoffsten, Maria Lundqvist, Göran Forsmark, Gunilla Röör, Maria Nyberg, Staffan Westerberg och Petra Nielsen.

## Handling
Julkalendern var en musikal som handlade om Py, som hela tiden ställer sig frågan "vad är egentligen att vara snäll?". Hon bor på Tvärgatan i Luleå med sin familj och blir tvungen att stå ut med sin löjliga kusin Sofia Carolin, som beter sig som om hon är "mammas lilla flicka" och ser ut som en prinsessa.
Py skulle hellre ha velat ha ett babysyskon eller en hundvalp, och hon avskyr att behöva dela rum med sin uthärdligt snälla och söta kusin. Till råga på allt förväntas hon tycka synd om Sofia Carolin, för hennes föräldrar har inte bara skilt sig från varandra, utan de har dessutom lämnat över henne till Pys föräldrar medan de försöker förverkliga sig själva på var sitt håll i världen. Py blir fort trött på att vara snäll mot Sofia Carolin och söker tröst hos grannen Julia Jonsson. Hon kan spå, men hon vill inte avslöja vad julklapparna innehåller i förväg. Och inte heller bryr hon sig om att portvakten Sakarias älskar henne av hela sitt hjärta.
I huset bor också Herman Bielke, som älskar hundar och hatar människor. Han vill inte ge Py en enda av hans många hundvalpar. Men kanske hon kan stjäla en av dem? Hermans dotter Betsy är inte mycket bättre än sin pappa, och hon sätter hela tiden upp lappar med uppmaningar till grannarna. Annars handlar december månad för Py om att få bort Sofia Carolin därifrån. När hon blir vald till klassens Lucia, så sätter Py till exempel eld på hennes dräkt. Men det visar sig att Sofia Carolin inte är så dum egentligen, och inte Py heller för den delen. Till slut blir de trots allt allra bästa vänner.

## Papperskalender

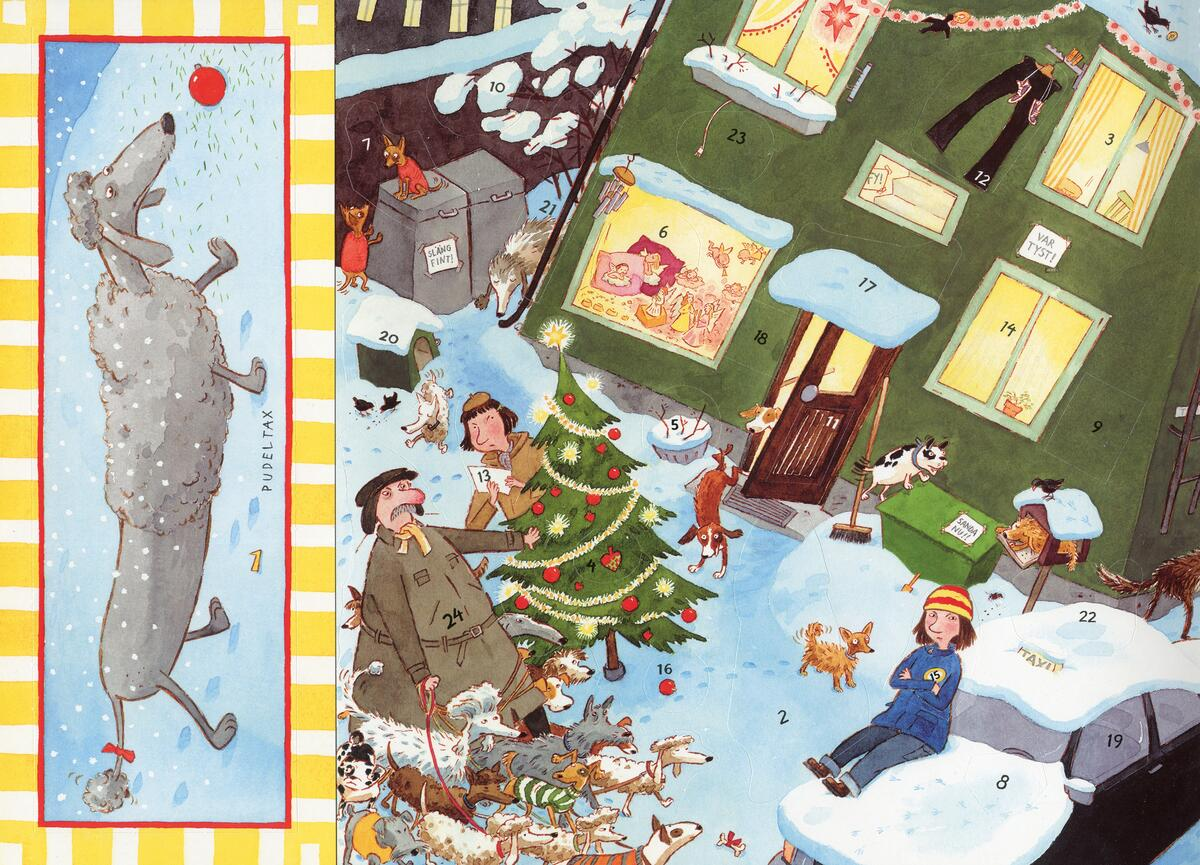
Papperskalendern

Kalendern till "Snälla Py" var tecknad av Pija Lindenbaum. Första luckan var ett julkort på vänster sida som föreställde en "pudeltax", och täcker en fjärdedel av kalendern. Resten föreställer gården utanför Pys hus.

## Utgivningar
Musik och tal från kalendern utgavs samma år på CD på skivmärket Caprice.

### Fotnoter
1. ↑  Snälla Py på Svensk mediedatabas
2. ↑  Snälla Py på Svensk mediedatabas
3. ↑  ”Julkalendrar”. Emma Lindqvist. Arkiverad från originalet den 27 oktober 2014. https://web.archive.org/web/20141027033911/http://helgo.net/emma/julkalendrar.php?y=1998&t=radio. Läst 12 december 2023.
4. ↑  Snälla Py på Svensk mediedatabas